# メチルアスパラギン酸アンモニアリアーゼ
メチルアスパラギン酸アンモニアリアーゼ (Methylaspartate ammonia-lyase、EC 4.3.1.2)は、以下の化学反応を触媒する酵素である。
L-トレオ-3-メチルアスパラギン酸 {\displaystyle \rightleftharpoons } メサコン酸 + アンモニア
従って、この酵素の基質はL-トレオ-3-メチルアスパラギン酸のみ、生成物はメサコン酸とアンモニアの2つである。
この酵素はリアーゼ、特に炭素-窒素結合を切断するアンモニアリアーゼに分類される。系統名は、L-トレオ-3-メチルアスパラギン酸 アンモニアリアーゼ (メサコン酸形成)(L-threo-3-methylaspartate ammonia-lyase (mesaconate-forming))である。他に、beta-methylaspartase、3-methylaspartase、L-threo-3-methylaspartate ammonia-lyase等とも呼ばれる。この酵素は、c5分岐二塩基酸の代謝及び窒素循環に関与している。補因子として、コバミドを必要とする。

## 構造
いくつかの構造が蛋白質構造データバンクに収められており、この酵素はTIMバレルドメインを持つことを示している。